# Katsuhiro Hamada
Katsuhiro Hamada (濱田 克大 Hamada Katsuhiro?), född 7 oktober 1991 i Hokkaido prefektur, är en japansk fotbollsspelare.
Hamada började sin karriär 2014 i FC Ganju Iwate. 2016 flyttade han till FC Ryukyu.